# Wonderful Tonight
«Wonderful Tonight» — песня Эрика Клэптона. Записана для его пятого студийного альбома Slowhand (1977), а также выпущена в качестве сингла с композицией «Peaches and Diesel» с того же альбома на второй стороне.

## О композиции
«Wonderful Tonight» посвящена Патти Бойд, и это отмечено в её автобиографической книге «Wonderful Today: George Harrison, Eric Clapton, and Me».
В 1988 году Клэптон появился на концерте в честь 70-летия Нельсона Манделы в качестве приглашённого гитариста Dire Straits. В качестве сюрприза музыкантами была исполнена песня Клэптона «Wonderful Tonight».
В 1991 году состоялось концертное турне, в котором Харрисон и Клэптон выступали вместе. Клэптон исполнил в числе прочего «Wonderful Tonight» и «Layla», Харрисон — «Something». Все они по-прежнему посвящались одной женщине — Патти Бойд.